# Sinarella
Sinarella là một chi bướm đêm thuộc họ Erebidae.